# Groupe B du Championnat du monde masculin de handball 2017
Cet article détaille les matchs du Groupe B de la phase préliminaire du Championnat du monde 2017 de handball organisé en France du 11 au 29 janvier 2016. Tous les matchs se déroulent dans le Palais omnisports Les Arènes à Metz.
Les quatre premières équipes sont qualifiées pour les huitièmes de finale tandis que les deux dernières équipes disputent la Coupe du Président pour déterminer le classement des équipes de la 17e à la 24e place.

## Classement
|   | Équipe    | Pts | J | G | N | P | Bp  | Bc  | Diff |
| - | --------- | --- | - | - | - | - | --- | --- | ---- |
| 1 | Espagne   | 10  | 5 | 5 | 0 | 0 | 160 | 115 | 45   |
| 2 | Slovénie  | 7   | 5 | 3 | 1 | 1 | 151 | 136 | 15   |
| 3 | Macédoine | 5   | 5 | 2 | 1 | 2 | 139 | 137 | 2    |
| 4 | Islande   | 4   | 5 | 1 | 2 | 2 | 128 | 121 | 7    |
| 5 | Tunisie   | 4   | 5 | 1 | 2 | 2 | 144 | 144 | 0    |
| 6 | Angola    | 0   | 5 | 0 | 0 | 5 | 122 | 191 | -69  |

## Détail des matchs

### Journée 1
| 12 janvier 2017 14h00 | Slovénie                         | 42 - 25   | Angola         | Palais omnisports Les Arènes, Metz Affluence : 2 179 Arbitrage : Grillo, Lenci |
| 12 janvier 2017 14h00 | Borut Mačkovšek, Gašper Marguč 8 | (22 - 13) | Sérgio Lopes 7 | Palais omnisports Les Arènes, Metz Affluence : 2 179 Arbitrage : Grillo, Lenci |
| 12 janvier 2017 14h00 | ×3 ×4                            | Rapport   | ×1 ×3          | Palais omnisports Les Arènes, Metz Affluence : 2 179 Arbitrage : Grillo, Lenci |

| 12 janvier 2017 17h45 | Macédoine        | 34 - 30   | Tunisie             | Palais omnisports Les Arènes, Metz Affluence : 2 561 Arbitrage : Koo, Lee |
| 12 janvier 2017 17h45 | Kiril Lazarov 12 | (13 - 14) | Oussema Boughanmi 9 | Palais omnisports Les Arènes, Metz Affluence : 2 561 Arbitrage : Koo, Lee |
| 12 janvier 2017 17h45 | ×4               | Rapport   | ×3 ×6               | Palais omnisports Les Arènes, Metz Affluence : 2 561 Arbitrage : Koo, Lee |

| 12 janvier 2017 20h45 | Espagne                         | 27 - 21   | Islande                   | Palais omnisports Les Arènes, Metz Affluence : 5 054 Arbitrage : Gatelis, Mažeika |
| 12 janvier 2017 20h45 | David Balaguer, Joan Cañellas 4 | (10 - 12) | Guðjón Valur Sigurðsson 5 | Palais omnisports Les Arènes, Metz Affluence : 5 054 Arbitrage : Gatelis, Mažeika |
| 12 janvier 2017 20h45 | ×3                              | Rapport   | ×4 ×5                     | Palais omnisports Les Arènes, Metz Affluence : 5 054 Arbitrage : Gatelis, Mažeika |

### Journée 2
| 14 janvier 2017 14h45 | Islande              | 25 - 26  | Slovénie       | Palais omnisports Les Arènes, Metz Affluence : 5 054 Arbitrage : Koo, Lee |
| 14 janvier 2017 14h45 | Bjarki Már Elísson 7 | (8 - 11) | Marko Bezjak 6 | Palais omnisports Les Arènes, Metz Affluence : 5 054 Arbitrage : Koo, Lee |
| 14 janvier 2017 14h45 | ×3 ×5                | Rapport  | ×4             | Palais omnisports Les Arènes, Metz Affluence : 5 054 Arbitrage : Koo, Lee |

| 14 janvier 2017 17h45 | Tunisie       | 21 - 26   | Espagne                        | Palais omnisports Les Arènes, Metz Affluence : 5 056 Arbitrage : Geipel, Helbig |
| 14 janvier 2017 17h45 | Aymen Toumi 5 | (10 - 12) | David Balaguer, Víctor Tomás 5 | Palais omnisports Les Arènes, Metz Affluence : 5 056 Arbitrage : Geipel, Helbig |
| 14 janvier 2017 17h45 | ×3            | Rapport   | ×2 ×1                          | Palais omnisports Les Arènes, Metz Affluence : 5 056 Arbitrage : Geipel, Helbig |

| 14 janvier 2017 20h45 | Angola         | 22 - 31  | Macédoine        | Palais omnisports Les Arènes, Metz Affluence : 3 845 Arbitrage : Gatelis, Mažeika |
| 14 janvier 2017 20h45 | Sérgio Lopes 5 | (9 - 14) | Kiril Lazarov 10 | Palais omnisports Les Arènes, Metz Affluence : 3 845 Arbitrage : Gatelis, Mažeika |
| 14 janvier 2017 20h45 | ×2 ×3          | Rapport  | ×3 ×5            | Palais omnisports Les Arènes, Metz Affluence : 3 845 Arbitrage : Gatelis, Mažeika |

### Journée 3
| 15 janvier 2017 14h45 | Islande                   | 22 - 22   | Tunisie          | Palais omnisports Les Arènes, Metz Affluence : 5 054 Arbitrage : Grillo, Lenci |
| 15 janvier 2017 14h45 | Guðjón Valur Sigurðsson 5 | (11 - 13) | Amine Bannour 12 | Palais omnisports Les Arènes, Metz Affluence : 5 054 Arbitrage : Grillo, Lenci |
| 15 janvier 2017 14h45 | ×2 ×7                     | Rapport   | ×3               | Palais omnisports Les Arènes, Metz Affluence : 5 054 Arbitrage : Grillo, Lenci |

| 16 janvier 2017 17h45 | Slovénie                      | 29 - 22   | Macédoine       | Palais omnisports Les Arènes, Metz Affluence : 2 605 Arbitrage : Geipel, Helbig |
| 16 janvier 2017 17h45 | Marko Bezjak, Gašper Marguč 4 | (16 - 10) | Kiril Lazarov 9 | Palais omnisports Les Arènes, Metz Affluence : 2 605 Arbitrage : Geipel, Helbig |
| 16 janvier 2017 17h45 | ×2 ×5                         | Rapport   | ×2              | Palais omnisports Les Arènes, Metz Affluence : 2 605 Arbitrage : Geipel, Helbig |

| 16 janvier 2017 20h45 | Espagne                 | 42 - 22   | Angola         | Palais omnisports Les Arènes, Metz Affluence : 2 126 Arbitrage : Grillo, Lenci |
| 16 janvier 2017 20h45 | Ángel Fernández Pérez 9 | (21 - 10) | Sérgio Lopes 6 | Palais omnisports Les Arènes, Metz Affluence : 2 126 Arbitrage : Grillo, Lenci |
| 16 janvier 2017 20h45 | ×2 ×1                   | Rapport   | ×2 ×1          | Palais omnisports Les Arènes, Metz Affluence : 2 126 Arbitrage : Grillo, Lenci |

### Journée 4
| 17 janvier 2017 17h45 | Slovénie        | 28 - 28   | Tunisie        | Palais omnisports Les Arènes, Metz Affluence : 3 039 Arbitrage : Gatelis, Mažeika |
| 17 janvier 2017 17h45 | Vid Kavtičnik 7 | (15 - 13) | Mosbah Sanai 8 | Palais omnisports Les Arènes, Metz Affluence : 3 039 Arbitrage : Gatelis, Mažeika |
| 17 janvier 2017 17h45 | ×3 ×5           | Rapport   | ×3 ×1          | Palais omnisports Les Arènes, Metz Affluence : 3 039 Arbitrage : Gatelis, Mažeika |

| 17 janvier 2017 20h45 | Angola         | 19 - 33  | Islande                   | Palais omnisports Les Arènes, Metz Affluence : 1 725 Arbitrage : Geipel, Helbig |
| 17 janvier 2017 20h45 | Sérgio Lopes 8 | (8 - 16) | Guðjón Valur Sigurðsson 8 | Palais omnisports Les Arènes, Metz Affluence : 1 725 Arbitrage : Geipel, Helbig |
| 17 janvier 2017 20h45 | ×3 ×5          | Rapport  | ×2 ×1                     | Palais omnisports Les Arènes, Metz Affluence : 1 725 Arbitrage : Geipel, Helbig |

| 18 janvier 2017 20h45 | Macédoine       | 25 - 29   | Espagne          | Palais omnisports Les Arènes, Metz Affluence : 3 951 Arbitrage : Gatelis, Mažeika |
| 18 janvier 2017 20h45 | Kiril Lazarov 6 | (14 - 14) | Valero Rivera 11 | Palais omnisports Les Arènes, Metz Affluence : 3 951 Arbitrage : Gatelis, Mažeika |
| 18 janvier 2017 20h45 | ×4 ×2           | Rapport   | ×2               | Palais omnisports Les Arènes, Metz Affluence : 3 951 Arbitrage : Gatelis, Mažeika |

### Journée 5
| 19 janvier 2017 14h00 | Tunisie          | 43 - 34   | Angola          | Palais omnisports Les Arènes, Metz Affluence : 1 935 Arbitrage : Koo, Lee |
| 19 janvier 2017 14h00 | Amine Bannour 10 | (23 - 16) | Gabriel Teca 10 | Palais omnisports Les Arènes, Metz Affluence : 1 935 Arbitrage : Koo, Lee |
| 19 janvier 2017 14h00 | ×2               | Rapport   | ×3 ×1           | Palais omnisports Les Arènes, Metz Affluence : 1 935 Arbitrage : Koo, Lee |

| 19 janvier 2017 17h45 | Macédoine       | 27 - 27   | Islande         | Palais omnisports Les Arènes, Metz Affluence : 3 225 Arbitrage : Grillo, Lenci |
| 19 janvier 2017 17h45 | Kiril Lazarov 7 | (13 - 15) | Rúnar Kárason 7 | Palais omnisports Les Arènes, Metz Affluence : 3 225 Arbitrage : Grillo, Lenci |
| 19 janvier 2017 17h45 | ×3 ×4           | Rapport   | ×3 ×4           | Palais omnisports Les Arènes, Metz Affluence : 3 225 Arbitrage : Grillo, Lenci |

| 19 janvier 2017 20h45 | Espagne          | 36 - 26   | Slovénie        | Palais omnisports Les Arènes, Metz Affluence : 5 054 Arbitrage : Geipel, Helbig |
| 19 janvier 2017 20h45 | David Balaguer 7 | (18 - 10) | Gašper Marguč 6 | Palais omnisports Les Arènes, Metz Affluence : 5 054 Arbitrage : Geipel, Helbig |
| 19 janvier 2017 20h45 | ×1 ×4            | Rapport   | ×3 ×4           | Palais omnisports Les Arènes, Metz Affluence : 5 054 Arbitrage : Geipel, Helbig |